# Leiden
Leiden ( pronunciació en neerlandès (?·pàg.) [ˈlɛidən], [ˈlɛidə] AFI, antigament escrita com Leyden) o Leida, és una ciutat de la província d'Holanda del Sud, als Països Baixos. Segons la informació estadística de l'Ajuntament de Leiden (enllaç extern, en neerlandès), l'1 de gener del 2006 la ciutat tenia 118.070 habitants (118.598 habitants l'any anterior), i és, després de Rotterdam, la Haia i Dordrecht, la quarta ciutat més poblada de la província. Forma part de l'anomenat Randstad.
El seu municipi s'estenia el 2006 fins als municipis de: Leiderdorp per l'est; Teylingen i Oegstgeest pel nord; Katwijk, arribant fins a la costa pel nord-est; Wassenaar i Voorschoten per l'oest; Leidschendam-Voorburg i Zoeterwoude pel sud.
Forma part de l'anomenada regió Holanda Renània (regió Holland Rijnland), juntament amb Alkemade, Hillegom, Katwijk, Leiderdorp, Lisse, Noordwijk, Noordwijkerhout, Oegstgeest, Teylingen, Voorschoten, i Zoeterwoude.
Les seves coordenades geogràfiques són 52° 10′ N 4° 29′ E (en forma decimal: 52,16N, 4,49E). Al sistema de coordenades neerlandès RD (Rijksdriehoeksmeting): 94, 464.

## Símbols

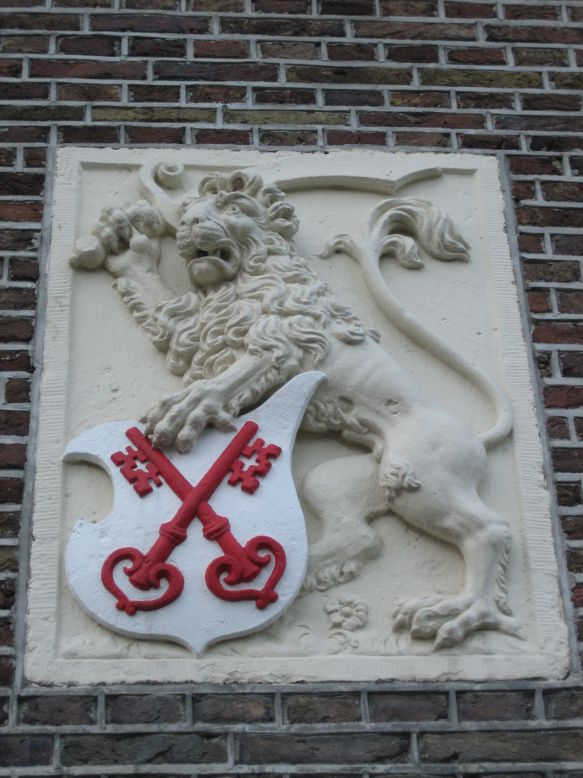

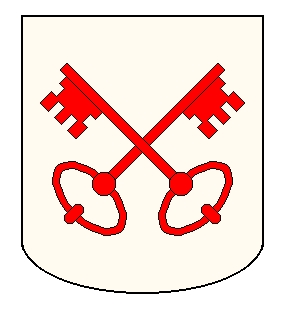

Informació basada bàsicament en dades de l'Ajuntament de Leiden. (enllaç extern, en neerlandès)
La ciutat de Leiden és anomenada la "Ciutat-clau" (Sleutelstad en neerlandès). L'origen d'aquest símbol de la ciutat es remunta al 1293 quan ja hi havia documents amb un segell on apareix l'apòstol Pere (sant patró de la ciutat), guardià de les portes del cel, portant una clau.

### Escut d'armes
La clau ha format part de Leiden des del segle xiii. Més tard aquesta clau va transformar-se a dues claus creuades que encara es troben a l'escut. A més de les claus, a l'escut d'armes apareix un lleó combatent vermell sobre una muralla amb el text (en llatí): "Haec libertatis ergo" ("Això per a la llibertat"). Aquest escut remunta a la resistència dels Països Baixos contra Espanya al segle xvi. L'urpa esquerra del lleó descansa sobre un escut platejat amb dues claus vermelles creuades, i l'urpa dreta sosté una espasa platejada amb mànec daurat.

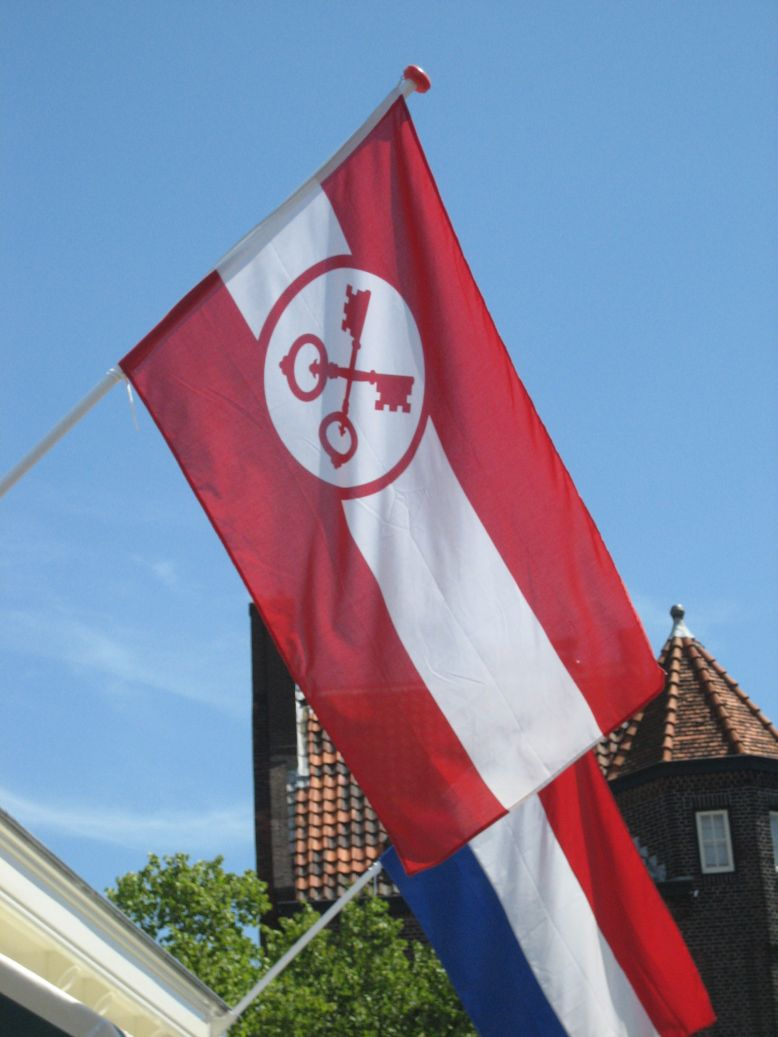

### Bandera
Les claus també apareixen al disseny de la bandera de la ciutat, que va ser aprovada el 1949 per l'Ajuntament. La bandera és de proporcions 3 x 2, amb tres bandes horitzontals d'igual amplada de colors vermell, blanc i vermell. Cap al costat de l'asta, hi ha un cercle vermell amb les dues claus creuades, també en vermell.

## Història

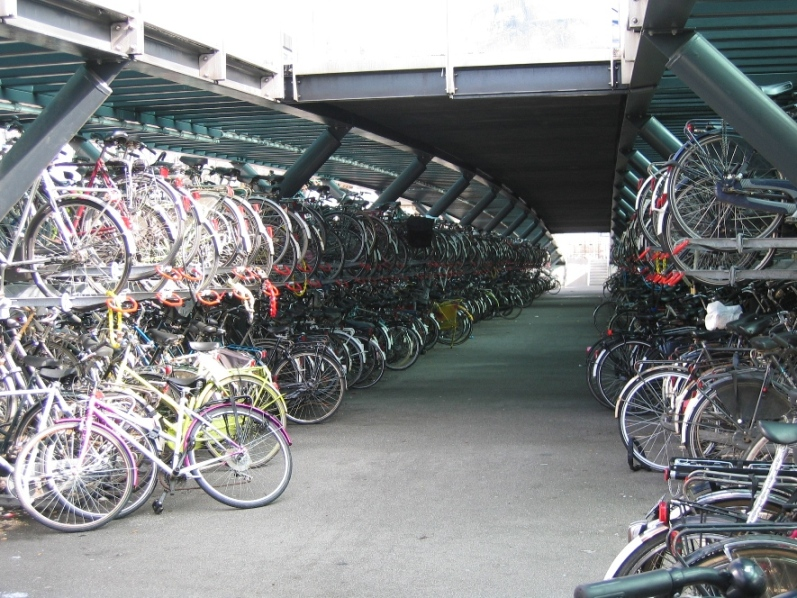
Garatge de bicicletes a l'estació de tren de Leiden.

### Orígens
Va haver-hi una fortificació romana a Leiden al segle iv, però la suposada connexió de Leiden amb la romana Lugdunum Batavorum no és certa, ja que aquest campament romà és en realitat l'actual Katwijk.

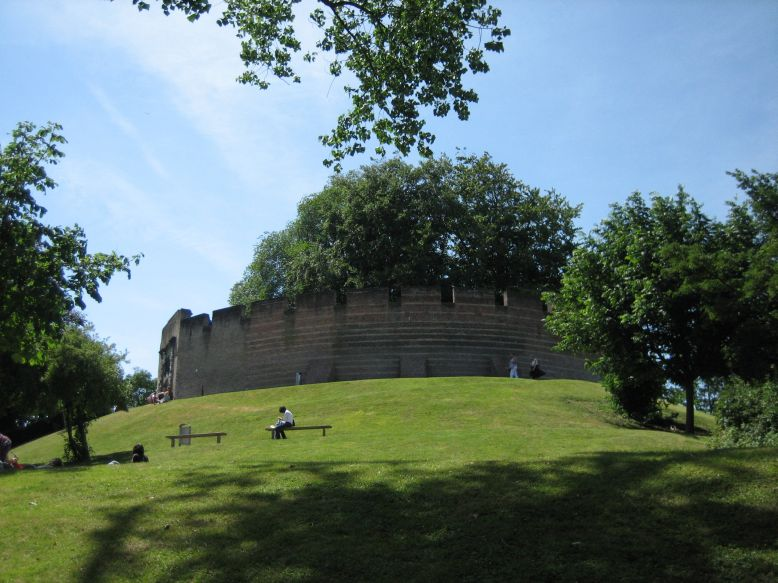
De Burcht

La ciutat es va originar al peu d'un landweer, un pujol artificial, aixecat entre els anys 800 i 1150, a la confluència dels Vell i Nou Rin (restes del vell curs del Rin). L'esment escrit més antic de l'any 860 parla de Leithon. Al pujol artificial va edificar-se un castell (De Burcht, vegeu la secció "Fortificacions"), on residia inicialment un vassall del bisbe d'Utrecht, però al voltant del 1100 el castell va passar a mans del comte d'Holanda.
La ciutat va ser governada per vescomtes, els representants dels comtes d'Holanda, fins al 1420. L'assentament va rebre el 1266 confirmació dels drets municipals ja anteriorment concedits, i es va desenvolupar amb una florent indústria de teixits fins a arribar a ser una de les ciutats més grans de la regió anomenada Holanda. El 1389, quan la població havia crescut a uns 4.000 habitants, la ciutat va haver de ser estesa amb l'ampliació entre el canal Rapenburg (anteriorment era el marge sud de la ciutat) i el Witte Singel (part del canal circular al voltant de l'actual centre de la ciutat).

### Segles XV i XVI
El 1420, en el marc d'una guerra civil (Hoekse en Kabeljauwse twisten en neerlandès), Leiden va ser conquerit pel duc Jan van Beieren. El duc amb el seu exèrcit van marxar des de Gouda (Països Baixos) en direcció a Leiden per tal de conquerir la ciutat. L'exèrcit estava ben equipat i tenia alguns canyons. Filips van Wassenaar, vescomte de Leiden, i els altres nobles locals (del bàndol "Hoekse"), van assumir que el duc assetjaria Leiden primer i enviaria petites unitats per tal de conquerir les ciutadelles del voltant. Però Jan van Beieren va triar atacar les ciutadelles primer amb el seu exèrcit. Tot disparant sobre les muralles i portes de la ciutat, les tropes van poder afeblir les ciutadelles una per una. En el transcurs d'una setmana Jan van Beieren va conquerir els castells de Poelgeest, Ter Does, Hoichmade, De Zijl, Ter Waerd, Warmond i De Paddenpoel. El 24 de juny l'exèrcit va aparèixer davant de les muralles de Leiden. El 17 d'agost del 1420, després d'un setge de dos mesos, la ciutat es va entregar a Jan van Beieren. El vescomte de la ciutadella, Filips van Wassenaar, va ser desposseït dels seus càrrecs i drets, i va passar els seus darrers anys captiu.
A finals del segle xv, els establiments de teixits de Leiden van ser molt importants.
L'església més gran de Leiden, la Pieterskerk (església de Pere) tenia inicialment una de les torres més grans dels Països Baixos. Tanmateix, degut a una tempesta, la torre de més de 100 metres es va esfondrar l'1 de març del 1512. La torre mai es va reconstruir. Aquesta església, la primera de Leiden, està lligada amb l'origen del símbol de la ciutat: les dues claus creuades. Ja en el 1121 es va construir en aquest lloc una capella dedicada als apòstols Pere i Pau (vegeu la secció "Esglésies").
La ciutat va tenir un paper important en la Guerra dels Vuitanta Anys. El 1572 la ciutat va triar estar de part de la rebel·lió antiespanyola. El governador dels Països Baixos espanyols, Lluís de Requesens i Zúñiga, assetja la ciutat el 1574. El setge de Leiden va durar des de maig fins al 3 d'octubre del 1574, quan la ciutat es va alliberar gràcies a la destrucció dels dics, possibilitant així l'accés de bots amb provisions pels habitants de la ciutat. Després de la resistència oposada al setge, es concedeix a la ciutat la universitat el 1575. La Universitat de Leiden és la universitat més antiga de les Províncies Unides. Amb això, l'stadhouder Guillem I d'Orange-Nassau va mostrar el seu agraïment i reconeixement als pobladors de Leiden, que havien resistit el setge per part dels espanyols en nom del rei Felip II. La tradició diu que se'ls va oferir als habitants de Leiden la possibilitat de triar entre la universitat i certa exempció d'impostos. L'alliberament de Leiden encara se celebra grandiosament, cada 3 d'octubre (vegeu la secció "Esdeveniments").
Des de llavors la universitat, els estudiants i les cases d'estudiants són un factor dominant en la imatge de la ciutat.

### Segles XVII i XVIII

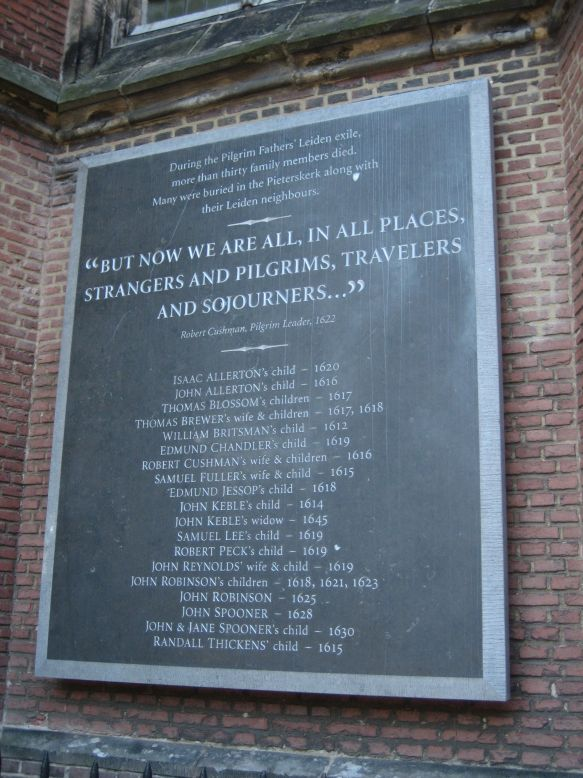
Placa en memòria dels Pares Peregrins

Al segle xvii es produeix una gran prosperitat de la ciutat, gràcies a l'impuls que refugiats dels Països Baixos espanyols van donar a la indústria tèxtil. Abans del setge del 1574, la ciutat havia tingut uns 15.000 habitants, dels quals aproximadament una tercera part van perdre la vida durant el setge; el 1622 Leiden va créixer fins als 45.000 habitants, mentre que cap al 1670 es va arribar fins i tot un nombre proper als 70.000. A l'Edat d'Or Holandesa, Leiden era, després d'Amsterdam, la ciutat més gran dels Països Baixos. El creixement de població va fer necessària la construcció de canals i "canals circulars" (que envoltaven les ciutats, anomenats "Singel" en neerlandès). L'actual centre de la ciutat de Leiden, reconeixedor pel disseny del "Singel", es va completar el 1659.
Leiden també és conegut com un dels llocs on alguns dels pelegrins (pilgrims), així com alguns dels primers colons de Nova Amsterdam, van viure per un temps a començaments del segle xvii, abans de la seva partença cap al Nou Món.
Al segle xviii decau la indústria tèxtil. Degut a mesures proteccionistes a França va empitjorar la posició de competència. A més a més, els salaris havien de ser relativament alts, perquè el cost de la vida a la regió d'Holanda era alt degut a l'alta pressió fiscal. Els empresaris tèxtils de Leiden van traslladar parts del procés de producció a "terres de baix salari": Twente i els voltants de Tilburg.
El resultat va ser un constant descens del nombre d'habitants de Leiden, que a finals del segle xviii havia baixat a 30.000 i cap al 1815 arribaria a un mínim de 27.000.

### Segles XIX i XX

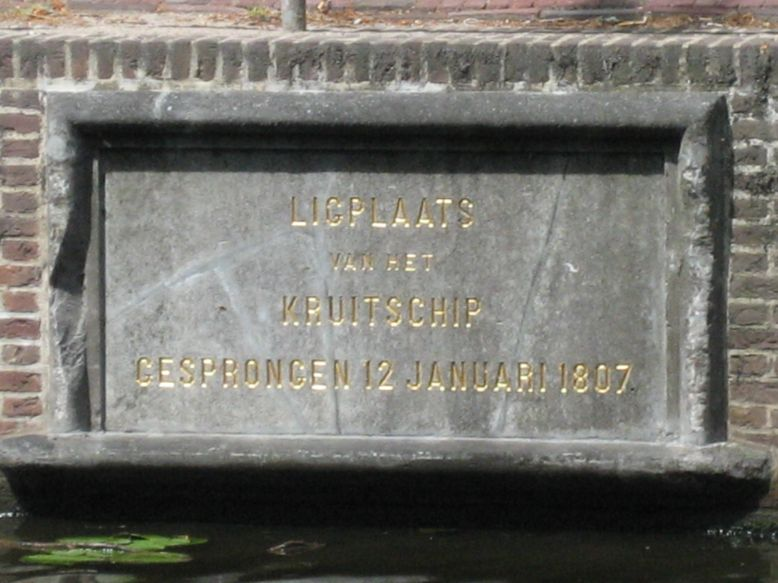

El 12 de gener del 1807 la ciutat va ser víctima d'una catàstrofe quan va explotar un vaixell que carregava pólvora, amarrat il·legalment al costat est del canal Rapenburg. L'explosió va destruir centenars de cases, incloent-hi la de la família d'impressors Elsevier. Aproximadament 150 ciutadans hi van perdre la vida. El rei Lluís Bonaparte va visitar personalment la ciutat per tal de coordinar l'ajut per les víctimes. En el lloc de la "ruïna" originada per l'explosió es van construir el Van der Werfpark (Parc Van der Werff, vegeu "Rius, canals i parcs") i el Kamerlingh Onnes Laboratorium (Laboratori Kamerlingh Onnes).
A començaments del segle xix la manufactura de baieta s'abandona, encara que la indústria segueix sent la base per a l'economia de Leiden.
El 1842, la línia de ferrocarril cap a Haarlem, molt important per Leiden, es va posar ús. El 1843 es va realitzar la connexió amb La Haia.
Durant el segle xix es produiria alguna millora en la desolada situació socioeconòmica, gràcies també a la línia del ferrocarril, però el nombre d'habitants al voltant l'any 1900 encara no havia pujat molt per sobre dels 50.000. La recessió econòmica es plasma vívidament en la caiguda de la població: la població de Leiden que s'estima que va arribar als 100.000 habitants el 1640, es va enfonsar a 30.000 entre el 1796 i el 1811, i el 1904 era de 56.044 habitants.
No va ser fins al 1896 que Leiden va començar a estendre's fora dels canals circulars ("singels" en neerlandès) del segle xvii. Particularment després del 1920 es van establir noves indústries en la ciutat, com la indústria conservera (part est del centre de la ciutat) i la indústria del metall (Hollandse Constructie Groep, Grup de Construcció Holandesa).
El 1866 la ciutat va ser afectada per l'última gran epidèmia (el còlera), que el 1868 va portar a l'inici de la construcció del nou Hospital Acadèmic (Academisch Ziekenhuis, on ara se situa el Museu Nacional d'Etnologia, Rijksmuseum voor Volkenkunde).
El 1883 no només Leiden es va espantar, també els Països Baixos sencers, per les notícies de l'arrest de la Goeie Mie ("La bona Mie", també coneguda com "La Barrejadora de Verí de Leiden", en neerlandès: Leidse Gifmengster), que en el transcurs de diversos anys va fer almenys 27 víctimes.
Per gran pena de molts, en el cru hivern del 1929 l'ajuntament es va incendiar. De l'immoble només es va mantenir dreta la façana que dona a la Breestraat. Molt poc abans de l'incendi, algunes pintures valuoses van ser traslladades a un altre lloc per restauració.
Durant la Segona Guerra Mundial, Leiden va ser durament afectada pels bombardejos aliats. Els voltants de l'estació i el Marewijk (actualment els voltants dels carrers Schuttersveld i Schipholweg) van ser devastats gairebé totalment.
La part més important de la història dels Països Baixos en la que Leiden va contribuir, va ser la Constitució dels Països Baixos. Johan Rudolf Thorbecke (1798-1872) va escriure la Constitució dels Països Baixos l'abril del 1848 a casa seva del carrer Garenmarkt, 9 a Leiden.

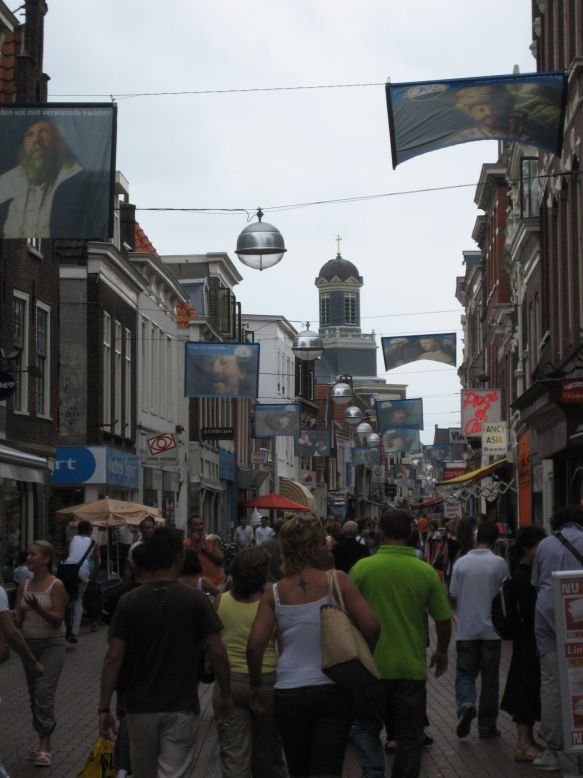

### Segle XXI
Leiden té importants funcions com a centre de comerç i de compres per a les comunitats al voltant de la ciutat. Té el carrer comercial més llarg de Leiden, dels Països Baixos, i possiblement d'Europa, la Haarlemmerstraat, amb gairebé un quilòmetre de llarg.

## Llocs d'interès

### Fortificacions
- el Burcht (el castell). En l'important i estratègic punt d'unió dels dos brancals del "Vell Rin" (Oude Rijn), s'aixeca el vell castell De Burcht, una muralla circular construïda sobre un turó de terra. El turó va ser probablement un refugi contra la pujada de les aigües abans que una petita fortificació fos construïda al capdamunt al segle xi.
- dues portes de la ciutat. De les velles portes d'entrada a la ciutat de Leiden, només en resten dues, la Zijlpoort i la Morschpoort. Totes dues daten de finals del segle xvii.
- el Gravensteen. Construït com a fortificació al segle xiii, ha servit des de llavors com a casa, biblioteca i presó. En l'actualitat és un dels edificis de la Universitat.

Tret d'una petita torre de vigilància al Singel, no hi resta res de les muralles de la ciutat.

### Esglésies
Després que Leiden s'alliberés dels espanyols el 1574, els Calvinistes van instaurar el servei de culte a la ciutat. Les esglésies catòliques es van transformar en les austeres esglésies protestants.
Les principals esglésies de les moltes que hi ha a Leiden són:
- la Pieterskerk (església de Sant Pere), la més antiga de Leiden (1315). Conté monuments a Scaliger, Boerhaave i altres famosos erudits. L'edifici va ser dessacralitzat l'any 1971. El 2001 van començar les obres de restauració basades en investigacions que van començar el 1993 per tal d'identificar els danys i catalogar els treballs necessaris, perquè un insecte xilòfag anomenat escarabat del rellotge de la mort ha estat atacant l'estructura de la teulada. També altres parts de l'església necessitaven restauració. Les obres van dur-se a terme fins al 2010. Vegeu també la referència en la secció "Segles XV i XVI".
- la Hooglandse Kerk ("Església de les Terres Altes", anteriorment església i també catedral de Sant Pancraci), la més gran que encara està en ús en la ciutat. Va ser construïda entre el 1380 i el 1535. Té la nau transversal gòtica més gran del món, amb els seus 65,70 m. Conté un monument a Pieter Adriaanszoon van der Werff.
- la Marekerk, església del 1649, important històricament pel seu estil constructiu. Arent van 's Gravesande va dissenyar l'església el 1639 (altres exemples del seu treball a Leiden són De Lakenhal, que alberga el museu municipal, i la Biblioteca Universitària de Leiden - Bibliotheca Thysiana). La ciutat en creixement necessitava una altra església i la Marekerk va ser la primera església construïda a Leiden (i als Països Baixos) després de la Reforma, adaptada al culte protestant per primera vegada en la història de les esglésies dels Països Baixos. És un exemple de classicisme neerlandès. En el disseny de Van 's Gravesande d'aquesta construcció octogonal, el púlpit és la peça central de l'església, amb els bancs al seu voltant. El púlpit segueix el model del de la Nieuwe Kerk a Haarlem (dissenyat pel Jacob van Campen). L'edifici es va fer servir per primera vegada el 1650, i encara està en ús (el 2006). Enllaç extern a la pàgina de la Marekerk.
- la Oud-Katholieke Parochie van de H.H. Fredericus en Odulfus, parròquia de l'Església Catòlica Antiga situada en el carrer Zoeterwoudsesingel, 49.
- en alguns carillons de les esglésies de Leiden i sona la música del compositor F. E. A. Koeber especialista en música per a carillons.

### ElsHofjes
Hi ha 35 grups de Hofjes (petit pati en català) a Leiden. Varen ser construïts per ciutadans benestants que volien fer alguna cosa per la gent gran i els més desfavorits. Aquests hofjes solen portar el seu nom. Avui dia, aquests hofjes estan habitats per gent gran i estudiants.

## Fills il·lustres
- Ludolph van Ceulen (1540-1610) matemàtic i professor d'esgrima.
- Rembrandt Harmenszoon van Rijn (1606-1669) pintor i grabador.
- Frans van Schooten (1615-1660) matemàtic.
- Willem Frederik Gerard Nicolaï (1829-1896) compositor musical.
- Johannes Diderik van der Waals (1837 - 1923) físic, Premi Nobel de Física de 1910.
- Anton Wilhelm Solnitz (1743-1778) compositor musical.
- Charles Baetens (1823-1908) compositor, violinista i pedagog musical.
- Armin Van Buuren (1976) DJ i productor musical de Trance